# 盖亚任务
蓋亞任務（Gaia）是歐洲太空總署的太空望遠鏡，於2013年發射升空，並運作至2025年3月。該任務的目的是要繪製一個包含約10億顆或銀河系1%恆星的三維星圖。作為依巴谷卫星的後繼任務，蓋亞任務是歐洲太空總署在2000年以後的遠期科學任務。蓋亞任務在約5年的任務中將可觀測到視星等最暗為20等的天體。它的目標包含：
- 確認10億顆恆星的位置、距離和每年自行量。對視星等15等恆星的精確度為20 µas，20等則為200 µas。
- 偵測數萬個太陽系外行星系統[8]。
- 能夠發現軌道在地球和太陽之間的阿波希利型小行星。這個區域對地面望遠鏡相當難以觀測，因為該區域幾乎只在白晝時才會出現在天球[9]。
- 偵測最多50萬個類星體。
- 阿爾伯特·愛因斯坦廣義相對論的更精確實驗。

蓋亞任務的資料將可建立在銀河系內甚至之外的極高解析度三維星圖，並且繪出恆星的運動方向以了解銀河系的形成與演化。分光光度法量測可以得知被觀測恆星的物理性質，以確認其光度、有效溫度、表面重力和組成元素。這種大規模的恆星觀測將提供許多基本觀測資料以解決關於銀河系形成、結構與演化等多種重要問題。大量的類星體、星系、太陽系外行星和太陽系天體也將同時被觀測。
自任務開始以來，已經發布了四個天體目錄：包含11億個天體的蓋亞DR1、包含17億個天體的蓋亞DR2、包含18億個天體的蓋亞EDR3和蓋亞DR3。 進一步擴大和改進的天體目錄已經公佈。 所有已發布的數據均可在互聯網上的資料庫中向公眾提供。
2025年3月27日，歐洲空間局的科學家在蓋亞號服役十多年後將其關閉，將其送入繞日軌道，並覆寫了部分機載資料。
作為依巴谷卫星的後繼任務，蓋亞任務是欧洲空间局的地平線2000+ (Horizon 2000+)長期科學計劃的一部分。亞利安航太公司於2013年12月19日在蓋亞那太空中心使用聯盟號運載火箭為 ESA 發射蓋亞太空望遠鏡。該衛星在地球軌道的 L2 拉格朗日點附近以利薩如軌道運行。科學觀測於2025年1月15日正式結束。

## 太空船
蓋亞是由阿麗亞娜太空中心使用Soyuz ST-B和以Fregat-MT為上層組合的火箭，於2013年12月19日9:12（世界時，當地為6:12）從位於法屬蓋亞那庫互的Ensemble de Lancement Soyouz 發射。在發射後43分鐘（9:54 UTC），衛星與火箭脫離，由上層推送朝向太陽-地球的L2點前進，於2014年1月8日抵達距離地球約150萬公里的L2點。L2點為太空船提供了非常穩定的引力和熱環境。太空船使用利薩如軌道以避免太陽被地球遮蔽，限制了太陽能電池板所獲得的能量，以及擾亂與妨礙太空船的熱平衡。發射之後，總是朝向太陽的10米直徑遮陽板被展開，從而保持望遠鏡所有的元件都是冷卻的，而且其表面的太陽能電池都能使用。

## 觀測原理

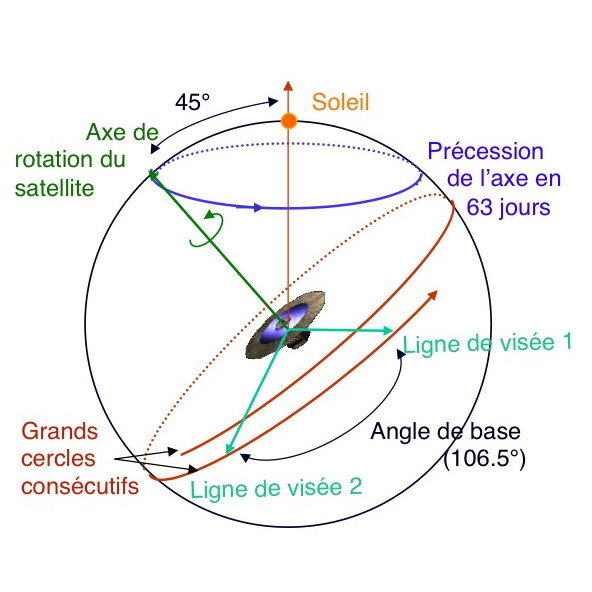
觀測示意圖

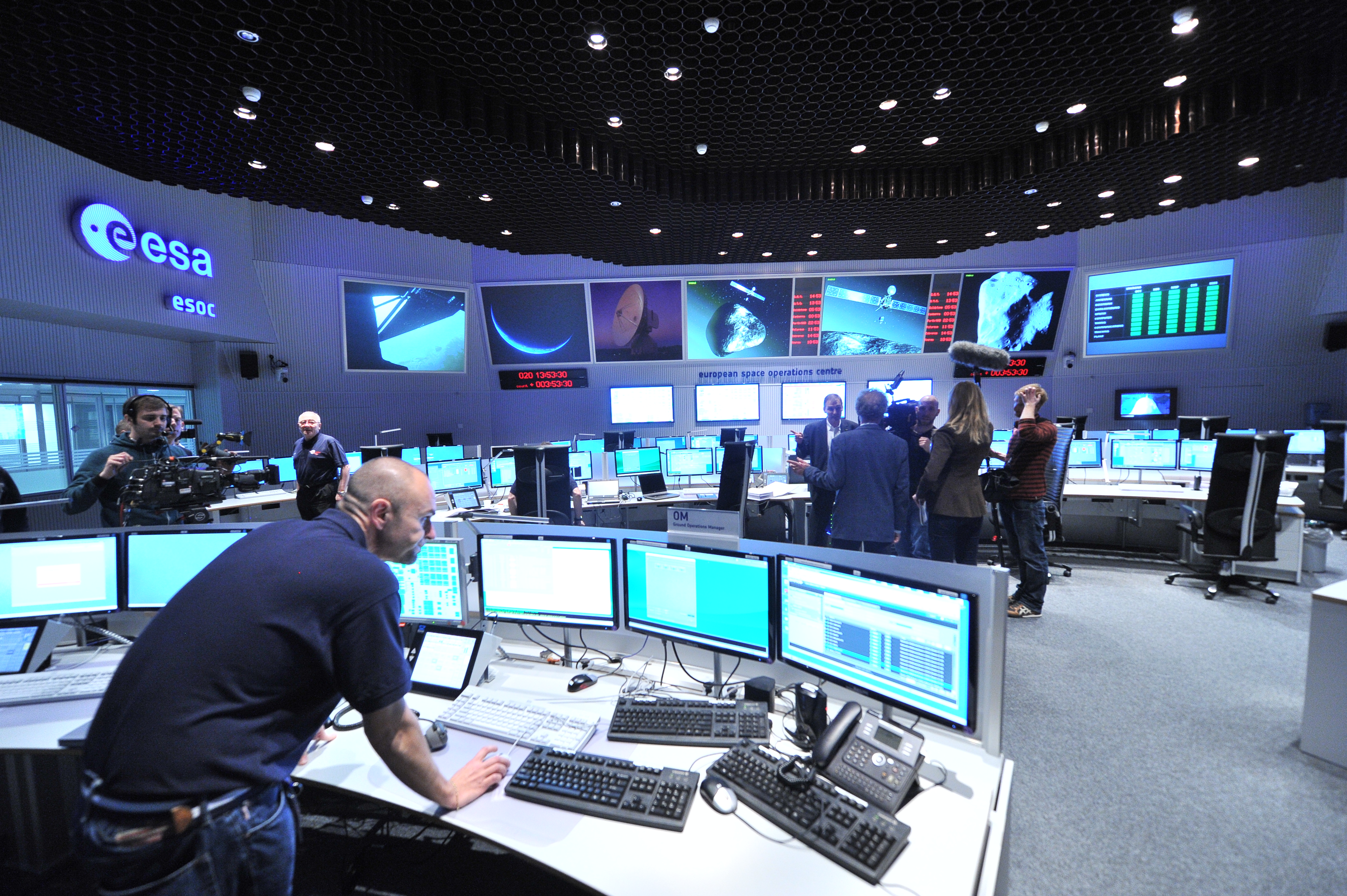
ESOC控制中心

蓋亞任務和先前的依巴谷卫星類似，包含兩個望遠鏡可觀測兩者之間固定的廣角觀測方向。該太空望遠鏡會持續以兩個望遠鏡的觀測方向垂直向為軸轉動。而它的自轉軸在天球上會劃出一個小幅度的進動軌跡，同時保持與太陽相同的夾角。透過從兩個方向精確觀測天體在天球上的相對位置，就可得到一個固定的參考系統。
和它的名稱不同的是，蓋亞任務實際上並未使用干涉测量术確認天體位置。在原始設計時干涉測量術原被認為是實現足夠目標解析度的方式，但之後演變成現在的成像望遠鏡。
在觀測範圍中每個天體平均會被觀測70次，並且任務預期持續5年。這些量測將幫助確認以下天文測量的參數：在天球上隨時間變化的恆星角位置並得知其視差以計算距離、使用光譜儀以都卜勒光譜學法量測較亮恆星的徑向速度。
在蓋亞太空望遠鏡內設有兩個熔融石英棱鏡以進行多色測光。稜鏡位置分散在所有光線進入望遠鏡視野內，尚未到達偵測儀器的光路上。藍色分光光度計負責觀測波長3300–6800Å光線，紅色分光光度計則覆蓋6400–10500Å。
天文學家還希望利用蓋亞任務以天體測量法觀測到系外行星並確認其軌道傾角。

## 衛星儀器與性能
蓋亞任務的衛星酬載包含：

各光学望远镜主镜尺寸比较

- 兩座主鏡口徑1.45 x 0.5公尺的望遠鏡。
- 兩個望遠鏡投影的1.0 x 0.5公尺焦平面陣列。這是由106個 4500 x 1966像素的CCD 所組成。

蓋亞太空望遠鏡包含三個各自分離的儀器：

掃描方法

- 天文測量儀（ASTRO），量測視星等5.7到20等之間恆星的角位置。
- 光度儀，可量測視星等5.7到20等恆星320-1000 nm 波段的光譜[來源請求]。而藍色和紅色分光光度計則用來確認恆星狀態，例如表面溫度、質量、年齡、組成元素[8]。
- 徑向速度光譜儀，在波段847-874 nm（鈣離子線）觀測視線上最暗17等天體取得其高解析度光譜以測定天體徑向速度。在 V 波段11.5等時解析度可達1 km/s，17.5等時則是30 km/s。徑向速度的量測對於修正視線方向加速度是很重要的[16]。

衛星的遙測鏈路傳輸速度平均值大約是1 Mbit/s，而在焦平面的總傳輸速度是數 Gbit/s，因此在每個天體影像周圍只有數十個像素可下載。這代表對天體影像的偵測與控制是強制性的。當觀測恆星密度高的區域時，這類過程將特別複雜。

## 任務歷程

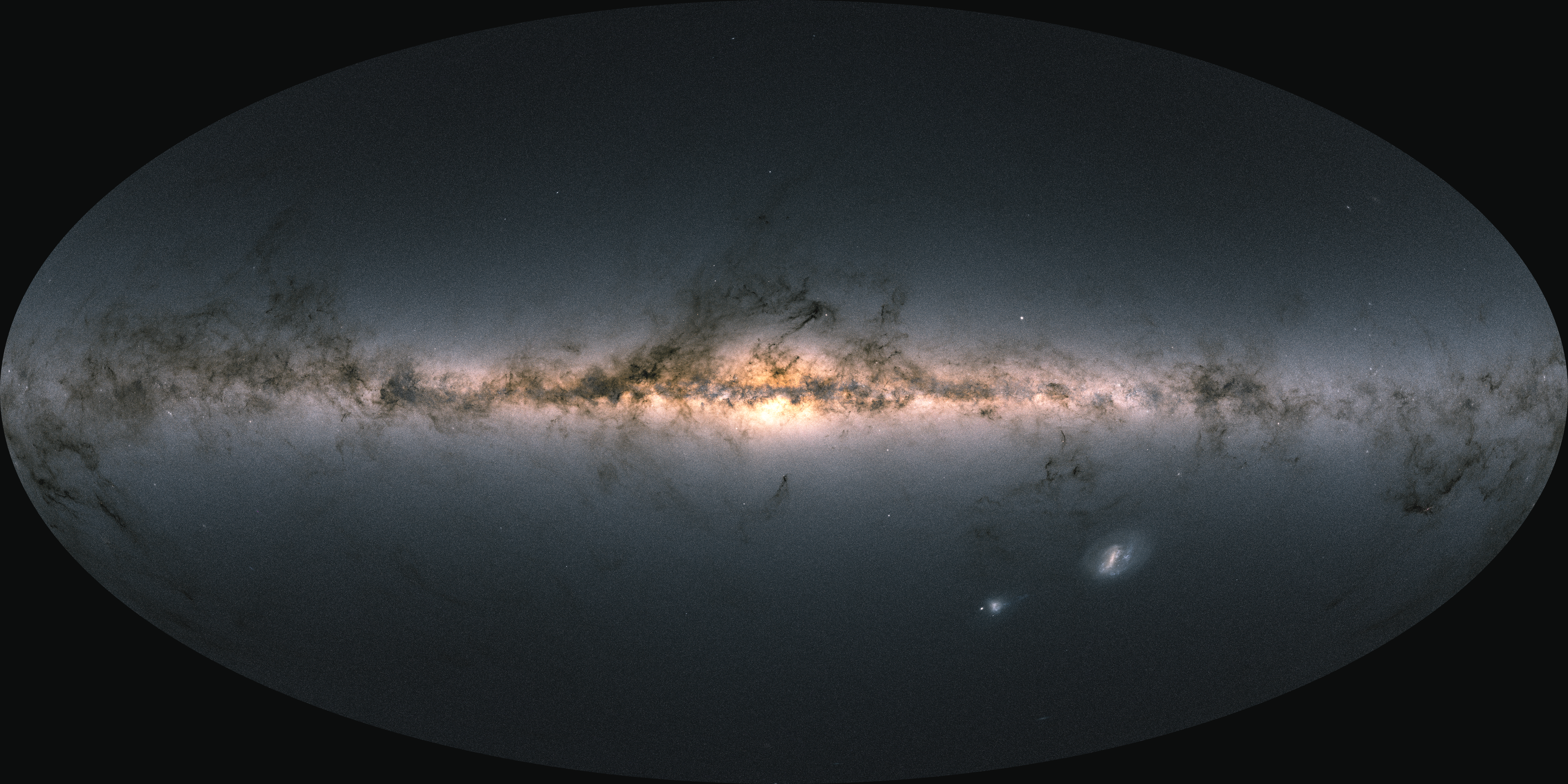
"蓋亞"按恆星密度劃分的天空地圖

蓋亞任務於1993年10月由瑞典隆德大學的倫納特·林德格倫和 ESA 的麥可·佩里曼提出建議加入 Horizon Plus 的長期科學任務。2000年10月13日歐洲太空總署科學計畫委員會接受該計畫，並列為基石任務的第6項計畫。2006年2月9日蓋亞任務被定為B2期程，並由阿斯特里姆負責硬體設備製造。本任務總預算包含太空望遠鏡製造、發射和地面控制總共約7.4億歐元。
在蓋亞任務預定的5年任務中假設壓縮後的資料傳輸率1 Mbit/s，總資料量將達到約60 TB，即200 TB的未壓縮可用資料量。而 ESA 提供部分資金的資料處理任務則委託給2006年11月 ESA 的相關招標公告公布後傳送計畫書，並獲選的資料處理與分析聯盟（Data Processing and Analysis Consortium，DPAC）進行。DPAC 的資金將由參與計畫的國家提供，並且保證會提供至蓋亞任務資料最終天體目錄預計製作完成的2020年。
蓋亞太空望遠鏡每天將有8個小時以5 Mbit/s的速率傳輸資料。ESA 將使用最敏感的三個衛星地面站，即位於西班牙的塞夫雷羅斯地面站，阿根廷的马拉圭地面站，和澳大利亞的新諾西亞地面站以直徑35公尺的天線進行資料接收。

### 任務結束
蓋亞的最後一次目標觀測於2025年1月10日完成。 在經過數週的機載技術測試之後，蓋亞將離開其L2附近的軌道，進入遠離地球影響範圍的日心軌道。 在將餘下的所有資料下傳至地球之後，蓋亞將於2025年3月27日退役並停止運作。 然後，該任務將進入後期運作階段，在2030年底之前完成並發佈最後一版蓋亞資料（DR5）。

## 目的
蓋亞太空望遠鏡任務有以下目的：
- 要確定一顆恆星的光度，確認其距離是必要條件之一。恆星的視差是少數不需要透過物理假設得知恆星距離的方式之一，而地面的望遠鏡因為大氣層擾動和儀器誤差而無法得到足夠精確的視差量測結果。
- 觀測光度最微弱的天體可以使恆星光度模式更加完整。所有天體到達一定亮度時都必須被量測以獲得無偏差的樣本。
- 必須要有大量的觀測對象以解釋恆星演化中較快速的階段。觀測銀河系中大量天體對於了解銀河系的動力學模式也相當重要，要注意的是，10億顆恆星仍不到銀河系總恆星數量的1%。
- 對恆星的天體測量和觀測恆星在銀河系中運動狀態是了解各種恆星分布模式的必要方式，由其是較遠處恆星的。

蓋亞任務預期可達到以下成果：
- 可對超過10億顆恆星進行天文測量，可觀測最暗恆星為V波段視星等20等。
- 確認恆星的位置，依恆星表面顏色的不同，V波段10等恆星的精確度可達7 μas，相當於在1000公里以外測量一根頭髮的直徑；15等時精確度約12到25 μas，20等時則是100到300 μas。
- 確認距離地球最近恆星的距離誤差約0.001%。而距離地球約3萬光年，接近銀河系中心的距離誤差20%。
- 量測4000萬顆恆星的切向速度精確度預期至少0.5 km/s。
- 精確量測1000顆系外行星的軌道和軌道傾角，並以天文測量法確認行星的真實質量[21]。

蓋亞任務其他相關於基礎物理的觀測則有偵測阿爾伯特·愛因斯坦廣義相對論預測的，光因為太陽重力場而彎曲的程度；因此可以直接觀測时空的結構。

### 資料釋放
蓋亞星表將分階段釋出：預期早期的版本是不完整的，特別是在眾星聚集區中較黯淡的那些恆星。最先釋出的資料，蓋亞DR1，是依據2015年7月至2016年9月13日，共14個月的觀測資料。這些釋放的資料包括由蓋亞測量的11億顆恆星位置和光度；第谷第二星表和蓋亞都有，超過200萬顆恆星的位置、視差和自行整合的資料；大約3,000顆變星的“光度曲線和特性；用來定義天體參考框架…… 超過2,000個源自外星系的目標”。要獲得蓋亞DR1，可以訪問蓋亞資料庫，或是經由其它的天文資料中心，例如斯特拉斯堡天文資料中心（CDS）。
第二階段的資料（DR2）已在2018年4月25日釋出，是基於2014年7月25日至2016年5月23日期間22個月的觀測資料。它包括約13 億顆恆星的位置、視差和自行，以及另外3 億顆恆星在g = 3–20 星等範圍內的位置， 約11 億顆恆星的紅色和藍色光度數據以及一顆恆星的單色光度資料，所有的恆星在紅色和藍色的光度資料都可接受正規的標準誤差；對許多簡單的情況，可以測量徑向速度。另外 4 億顆恆星，以及大約 700 萬顆 4 到 13 等恆星的中位數徑向速度。它還包含超過 14,000 個選定太陽系天體的資料。

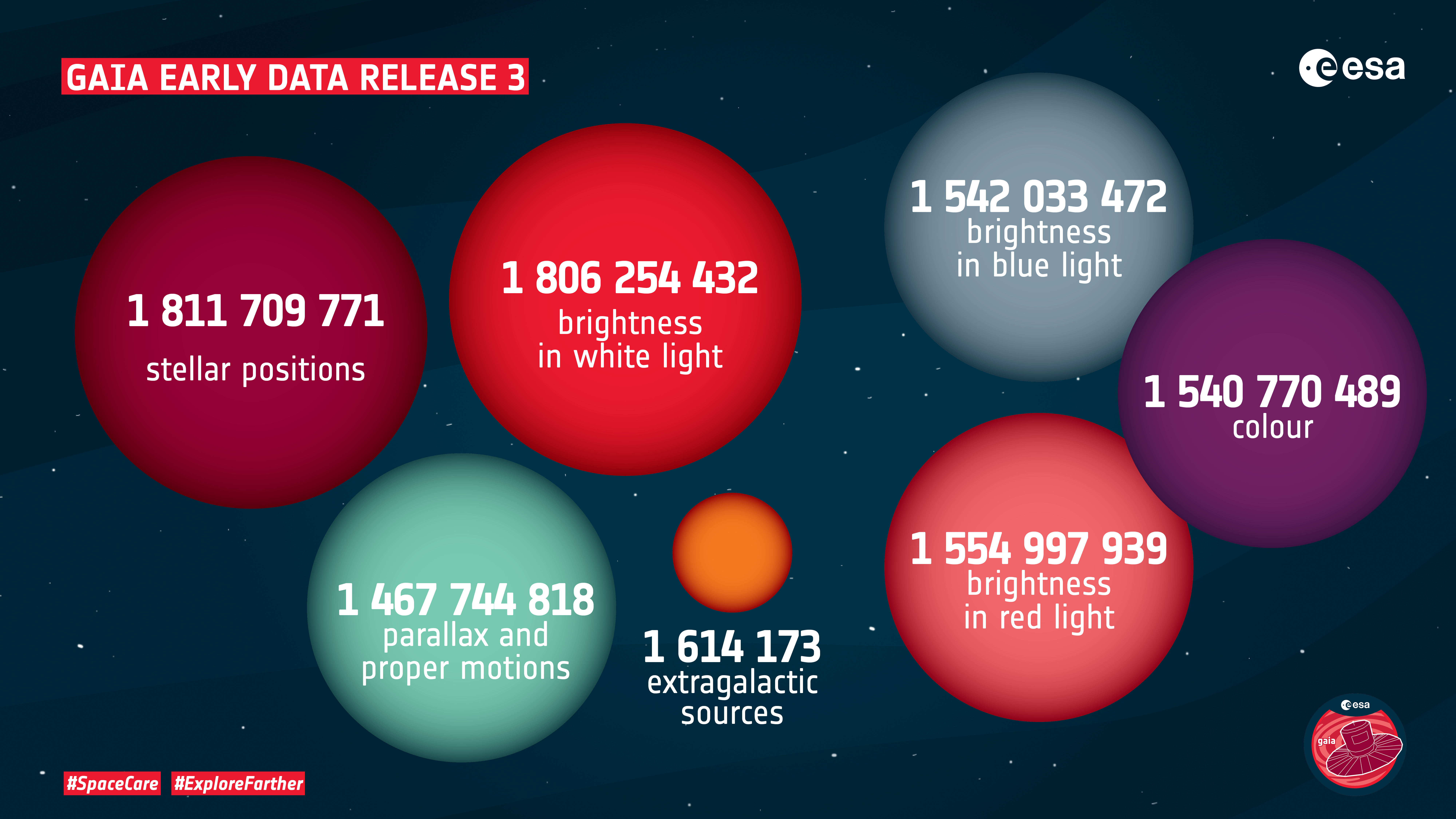
Stars and other objects in Gaia Early Data Release 3

由於資料管道存在不確定性，基於34個月的觀察，第三階段資料發布被分為兩部分，以便先發布準備好的資料。 第一部分 EDR3（「早期資料發布 3」）由改進的位置、視差和自行組成，於2020年12月3日發布。EDR3 中的座標使用新版的蓋亞天體參考系(Gaia–CRF3)，基於對1,614,173 個河外源的觀測， 其中2,269 個是国际天球参考系第三次修訂版中的射電源所共有的 ( ICRF3）。 其中包括蓋亞附近恆星目錄 (GCNS)，其中包含（nominally） 100秒差距（330光年）內的 331,312 顆恆星。
完整的第三階段DR3於2022年6月13日發布，包括 EDR3 數據和太陽系數據； 變異性資訊； 非單星、類星體和擴展天體的結果； 天體物理參數； 以及一個特殊的資料集，蓋亞仙女座光度調查（GAPS）。 最終的蓋亞目錄預計將在蓋亞任務結束三年後發布。

## 未來資料釋放
為期五年的名義任務DR4的完整數據發布將包括完整的天體測量、光度測量和徑向速度目錄、變星和非單星解決方案、源分類以及恆星、未解析的雙星、星系的多個天體物理參數和類星體，所有來源的系外行星列表以及曆元和凌日資料。 根據任務延期，將進行額外的發布。 DR4中的大多數測量預計比DR2精確1.7倍； 自行的精度將提高4.5倍。DR4預計不會早於2026年年中發布。
最後一個目錄DR5將使用並發布整整10年的數據。其精度將是DR4的1.4倍，而自行的精度將是DR4的2.8倍。 該報告將不早於2030年底出版。所有目錄的所有資料都將在免費使用的線上資料庫中提供。
我們開發了一個外展應用程式蓋亞天空（Gaia Sky），利用Gaia資料以三維方式探索銀河。。

## 顯著成果
2017 年 7 月，蓋亞-歐洲南方天文台巡天報告稱，利用這些數據尋找雙星、三合星和四合星。 他們利用先進的技術確定了 342 個雙星候選、11 個三合星候選和 1 個四合星候選。 其中九個已通過其他方式識別，從而證實該技術可以正確識別多個恆星系統。 可能的四合星系統是 HD 74438，在 2022 年發表的一篇論文中，它被確定為亞錢德拉塞卡 Ia 型超新星的可能前身。
2017 年11 月，荷蘭格羅寧根大學卡普坦天文研究所的達維德·馬薩裡(Davide Massari)領導的科學家發表了一篇論文，描述了玉夫座矮星系內自行運動(3D) 的特徵，以及該星系穿過空間和相對於銀河系的軌跡，使用來自蓋亞和哈伯太空望遠鏡的數據。 馬薩裡說：“隨著精度的提高，我們可以測量天空中恆星每年的運動，從地球上看，它的大小相當於月球上針頭的大小。” 數據顯示，玉夫座矮星系以高橢圓軌道繞銀河系運行； 它目前距離它最近的距離約為 83.4 千秒差距（272,000 光年），但軌道可以將其帶到約 222 千秒差距（720,000 光年）的距離。
2018 年 10 月下旬，發現了星系族蓋亞-恩克拉多斯 (Gaia-Enceladus)，它是與已不復存在的恩克拉多斯矮星發生重大合併的遺跡。 此系統與至少 13 個球狀星團以及銀河系厚盤的形成有關。 它代表了大約 100 億年前銀河系的一次重大合併。

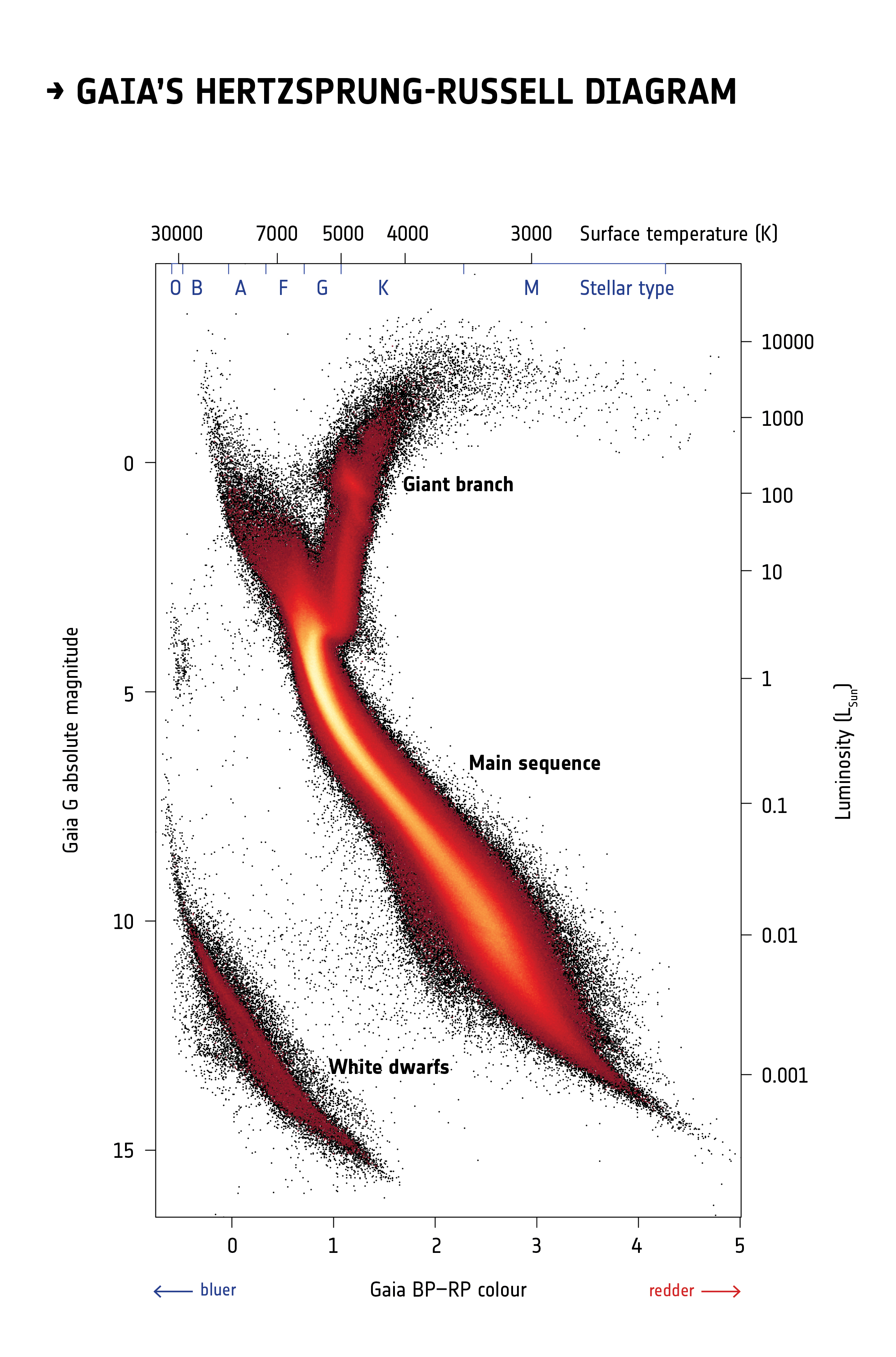
盖亚的赫羅圖。

2018年11月，星系Antlia 2被發現。 它的大小與大麥哲倫星雲相似，儘管亮度弱一萬倍。 Antlia 2 的表面亮度是所有已發現星系中最低的。
2019年12月，發現了Price-Whelan 1星團。 該星團屬於麥哲倫雲，位於這些矮星系的前臂。 這項發現表明，從麥哲倫雲延伸到銀河系的氣體流距離銀河系的距離大約是先前認為的一半。
拉德克利夫波是在蓋亞 2020 年 1 月發布的測量數據中發現的。
2020年11月，蓋亞測得太陽系朝向銀心的加速度為0.23奈米/s2。
2021年3月，歐洲太空總署宣布蓋亞首次發現了一顆凌日系外行星。 這顆行星被發現圍繞著太陽型恆星蓋亞EDR3 3026325426682637824 運行。在最初發現之後，亞利桑那州大双筒望远镜(LBT) 的PEPSI攝譜儀證實了這一發現，並將其歸類為木星行星，這是一顆由氫和氦氣組成的氣體行星。 2022 年 5 月，正式公佈了這顆系外行星（命名為 Gaia-1b）的確認，以及第二顆行星Gaia-2b。
根據其數據，蓋亞的赫羅圖（HR 圖）是銀河係有史以來最準確的圖之一。
2022年的Gaia DR3資料分析顯示，有一顆類似太陽的恆星（識別符號為 Gaia DR3 4373465352415301632）繞著黑洞運轉，被稱為蓋亞BH1 (Gaia BH1)。在大約1,600光年（490秒差距）的距離上，它是已知最接近地球的黑洞。 另一個紅巨星繞著黑洞運轉的系統蓋亞BH2 (Gaia BH2)也被發現。

## GaiaNIR
GaiaNIR (Gaia Near Infra-Red)是盖亚任务在近紅外線領域的繼任者。 這項任務將擴大現有的星表，加入一些在近紅外線領域只能（或更好地）看到的星源，但由於在更長的波長上有更寬的衍射圖案，因此與同等級的可見光任務相比，這項任務的代價是較低的精確度。與此同時，它將透過重新檢視蓋亞星表的星源，改善恆星視差，特別是正確動作的精確度。

## 圖庫
- 四張銀河系圖: 徑向速度 (左上方), 自行（左下）； 星際塵埃（右上）； 和金屬豐度（右下）[61]。
- A visualisation of Gaia scanning the sky in great circles lasting about 6 hours from July 2014 to September 2015.[62]
- Illustration of Oort's formulae describing the curve obtained from plotting angular velocities against the galactic longitude[63][64]
- Microlensing events over the galactic map as observed by Gaia from 2014 to 2018[65][66] (Timer on bottom left corner)
- The image covers about 0.6 square degrees, making it conceivable that there are some 2.8 million stars captured in this image sequence alone. The image appears in strips, each representing a sky mapper CCD. The image was taken on 7 February 2017.[67]

## 外部連結
- 维基共享资源上的相關多媒體資源：盖亚任务
- Gaia mission home （页面存档备份，存于）
- ESA Gaia mission （页面存档备份，存于）
- Gaia page at ESA Spacecraft Operations （页面存档备份，存于）
- . European Space Agency. （原始内容存档于2013-08-24）.
- Gaia library （页面存档备份，存于）
- "Journey to a Billion Suns （页面存档备份，存于）" is a 360° immersive film for Fulldome planetaria about the Gaia mission.